# Antoni Śledziewski
Antoni Śledziewski (ur. 1 października 1929, zm. 30 marca 2023) – polski filolog, kulturoznawca, publicysta i poeta, badacz i popularyzator sztuki ludowej i folkloru, kolekcjoner wycinanek ludowych.
Absolwent Uniwersytetu Warszawskiego (1955) i autor artykułów z dziedziny kultury ludowej. Zorganizował ponad 40 wystaw i konkursów z zakresu sztuki ludowej i folkloru, w tym objazdowej wystawy wycinanek eksponowanej w latach 1996–2006 w ponad 20. miejscowościach w kraju oraz za granicą: w Karlsruhe, Stuttgarcie, Norymberdze, Wilnie oraz w Islandii: w Reykjavíku, Isafjorour i Egilsstaðir.
W 2005 został laureatem Nagrody Marszałka Województwa Mazowieckiego „Za zasługi na rzecz województwa mazowieckiego”. 6 lipca 2011, podczas uroczystości w Ministerstwie Kultury i Dziedzictwa Narodowego odebrał z rąk wiceministra Piotra Żuchowskiego Srebrny Medal „Zasłużony Kulturze Gloria Artis”.
Opublikował dwa tomiki wierszy: Wołanie pod wiatr (2002) i Zaproszenie do wspomnień (2005), oraz album Wycinanka polska (2008) ISBN 978-83-205-4815-0.